# پراسنسه
پراسنسه (به اسپانیایی: Peracense) یک شهرستان در اسپانیا است که در Jiloca واقع شده‌است.

## خصوصیات
پراسنسه ۲۸٫۶۶ کیلومترمربع مساحت و ۹۳ نفر جمعیت دارد و ۱٬۲۱۷ متر بالاتر از سطح دریا واقع شده‌است.